# Gran Santa Rosa
El Gran Santa Rosa es la aglomeración urbana formada por las ciudades de Santa Rosa y Toay, ambas en la provincia argentina de La Pampa. Constituyen la mayor área urbana de la provincia, dado que se trata de la capital provincial. Además es la zona donde se hicieron los primeros asentamientos no fundados por indígenas en la provincia.
Santa Rosa está en el departamento Capital, mientras que Toay está en el departamento homónimo. Ambas son las ciudades cabeceras de los mismos. Entre las dos ciudades se encuentra la Laguna Don Tomás y están vinculadas por la Avenida Presidente Perón. Los centros de Toay y Santa Rosa están a una distancia aproximada de 10 kilómetros.
Santa Rosa, capital y ciudad más importante de La Pampa es la principal ciudad del conurbano, que se compone de la siguiente manera: según datos del 2010 Santa Rosa 103.241 habitantes. Toay 12.134 pobladores. Lo que hace un total de 115.375 habitantes, cabe acotar que se halla incorporado el 5% de margen histórico de error, como se realizó en varias localidades. Toay es una ciudad pequeña, pero considerando la población de las otras ciudades pampeanas, es una de las más grandes.

## Historia
En Toay comenzó la historia de La Pampa, porque esta ciudad iba a ser la capital de la provincia. Luego se fundó Santa Rosa y ésta le fue ganando en importancia, hasta que se convirtió en la capital.
Santa Rosa continúa creciendo como ciudad capital. El centro administrativo se encuentra en el Centro Cívico.

## Población
Contaba con 103.605 habitantes según el censo 2001, siendo la aglomeración más poblada de la provincia de La Pampa, y la n.° 28 de la República. Es considerado como un aglomerado por el INDEC desde el censo 1991 bajo la denominación Santa Rosa-Toay. Contaba entonces con 82.248 habitantes. 
Tras el censo 2010 sus respectivas poblaciones sumaron en conjunto un nuevo aumento en 115.375 habitantes.
| Componente | Departamento | Población (2022) | Población (2010) | Población (2001) | Población (1991) |
| ---------- | ------------ | ---------------- | ---------------- | ---------------- | ---------------- |
| Santa Rosa | Capital      | 116.083          | 103.241          | 94.758           | 75.987           |
| Toay       | Toay         | 17.629           | 12.134           | 8.847            | 6.261            |
| Total      |              | 133.712          | 115.375          | 103.605          | 82.248           |